# イム・ドンヒョク
イム・ドンヒョク（朝鮮語: 임동혁; 漢字:林東赫 ラテン文字表記: Lim Dong-Hyek、1984年7月25日 - ）は韓国のクラシック音楽のピアニスト。

## 来歴
ソウルに生まれる。5歳からピアノを始める。韓国国内のコンクールにおいて、12歳でショパンの協奏曲第2番を演奏、衝撃を与える。
韓国国立音楽院で学んだのち、1994年にモスクワの中央音楽学校へ移る。その後飛び級で1998年に最年少でモスクワ音楽院に入学し、レフ・ナウモフに師事して修了。19歳での修了は最年少記録である。
その後ハノーファー音楽演劇大学へ移り、アリエ・ヴァルディのコースを修了。
2023年、離婚が完了した元妻からの裁判に勝訴。

## 主な受賞歴
- 2000年にブゾーニ国際ピアノコンクールで第5位。
- 浜松国際ピアノコンクールで第2位。この時のエントリー名は、イムドンへであった。
- 2001年、ロン＝ティボー国際コンクールで第1位。
- 2003年のエリザベート王妃国際音楽コンクールで第3位になるも、審査内容が公平でないと主張し辞退。これはコンクール史上前例のないものであったが、「コンテスタントの申し出を尊重する」と審査員団が合意した。
- 2005年、ショパン国際ピアノコンクールで兄のイム・ドンミンと第3位を分け合った。
- 2007年、チャイコフスキー国際コンクールで第4位[6]。

## 共演歴
これまで、デュトワ指揮N響、テミルカーノフ指揮サンクトペテルブルグ・フィル、マズア指揮フランス国立管、チョン・ミョンフン指揮フランス国立放送フィルなどと共演している。

## 作品

### サウンドトラック
韓国版リメイク「白い巨塔」の音楽のピアノパートを担当し、絶賛を博した。

### ディスク
- バッハのゴルトベルク変奏曲